# Tharyx retieri
Tharyx retieri är en ringmaskart som beskrevs av Lechapt 1994. Tharyx retieri ingår i släktet Tharyx och familjen Cirratulidae. Inga underarter finns listade i Catalogue of Life.